# جيمي أوينز
جيمي أوينز (بالإنجليزية: Jimmy Owens)‏ هو عازف جاز أمريكي، ولد في 9 ديسمبر 1943 في نيويورك في الولايات المتحدة.

## وصلات خارجية
- الموقع الرسمي
- جيمي أوينز على موقع ميوزك برينز (الإنجليزية)
- جيمي أوينز على موقع أول ميوزيك (الإنجليزية)
- جيمي أوينز على موقع ديسكوغز (الإنجليزية)